# Academia Nacional de Medicina de Buenos Aires
L'Academia Nacional de Medicina de Buenos Aires (Acadèmia Nacional de Medicina o Medecina) va ser creada pel llavors Ministre de Govern, Bernardino Rivadavia, mitjançant un decret el 9 d'abril de 1822 com a entitat autònoma sense finalitats de lucre; la seua seu va ser inaugurada el 16 d'abril de 1942.

## Objectius i accionar
Els seus objectius poden resumir-se de la següent forma: estudia qüestions científiques i tècniques relacionades amb el camp de la medicina; evalua les consultes que li formulen els poders públics; dedica atenció preferencial als problemes relacionats amb la salut pública; promou la recerca científica; expressa opinió sobre assumptes d'interès transcendent de caràcter mèdic; estableix relacions amb les institucions relacionades amb la medicina, ja siguen nacionals o estrangeres, fomenta per tots els mitjans al seu abast el culte de la dignitat i l'ètica en l'exercici professional i ofereix la seua tribuna a tots els experts que desitgen exposar els seus temes de recerca.